# Óxido básico

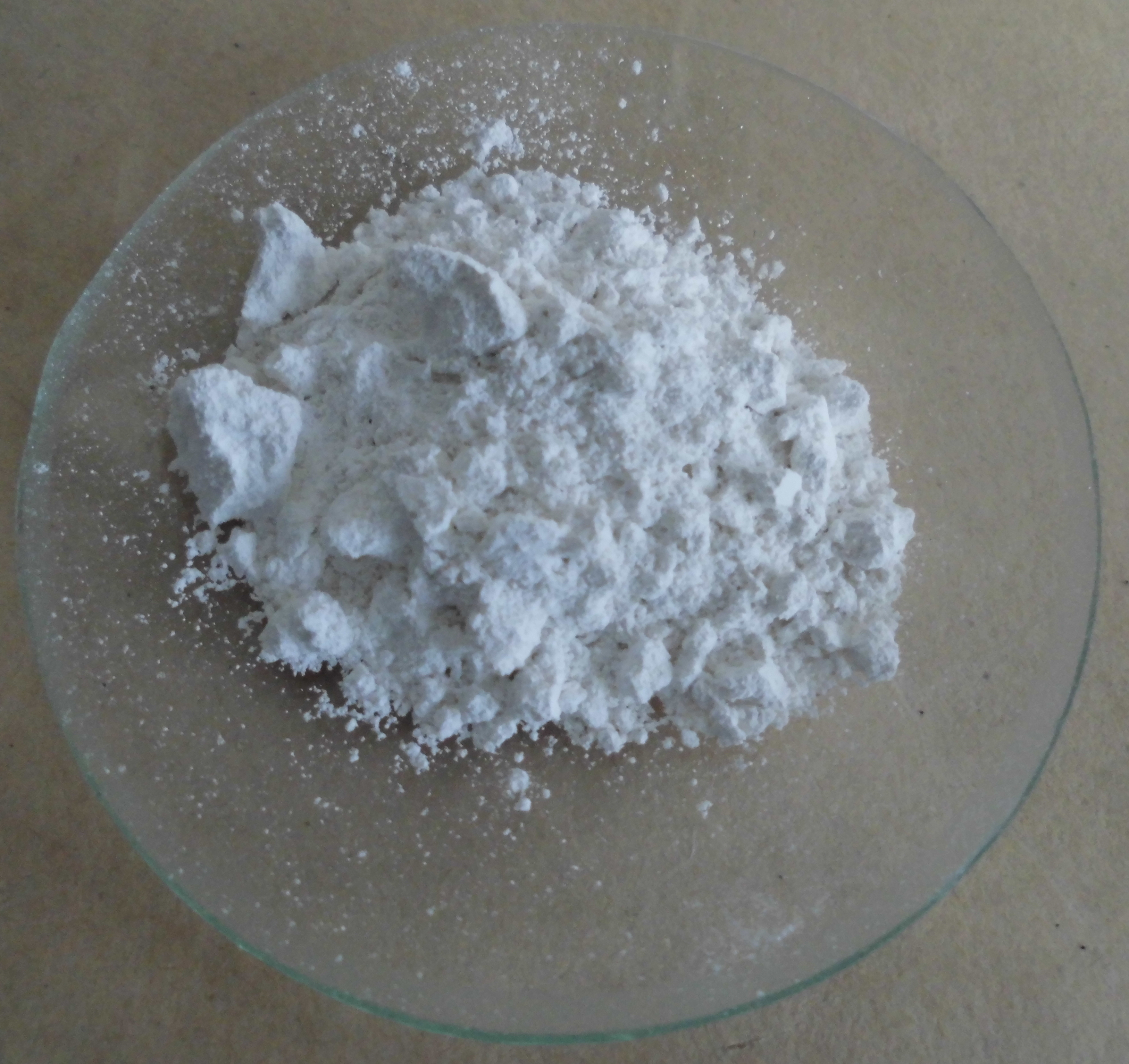
El óxido de calcio o cal viva es un oxido básico. Reacciona con el agua para formar hidróxido de calcio, Ca(OH)_{2}

Un óxido básico u óxido metálico es un compuesto binario que resulta de la combinación de un metal con el oxígeno. Cuando reaccionan con agua forman hidróxidos, que son bases, y por eso su denominación. También pueden reaccionar con los ácidos para formar sales. Los óxidos de los no metales se denominan óxidos ácidos.
| metal + oxígeno = óxido básico |
| ------------------------------ |

## Formulación y nomenclatura
Según la IUPAC, los óxidos se formulan así: ejemplo con el {\displaystyle {\ce {Fe2O3}}}
- (prefijo) óxido de (prefijo) (nombre del elemento): trióxido de dihierro[5]
- Óxido de (nombre del elemento) (número de oxidación): óxido de hierro(III)
- Óxido de (nombre del elemento)(valor de la carga): óxido de hierro(3+)

Para nombrar a los óxidos básicos, se deben observar los números de oxidación, o valencias, de cada elemento. Hay tres tipos de nomenclatura: tradicional, por atomicidad y por numeral de Stock.
1. Cuando un elemento tiene un solo número de oxidación (ej. Galio), se los nombra así:
- Tradicional: óxido de galio
- Sistemática: Se los nombra según la cantidad de átomos que tenga la molécula. En este caso, es trióxido de digalio (ya que la molécula de galio queda {\displaystyle {\ce {Ga2O3}}}).[6]
- Numeral de Stock: Es igual a la nomenclatura tradicional, pero añadiendo el número de oxidación entre paréntesis. Por ejemplo, óxido de galio (III), sin embargo ciertos autores sólo utilizan la numeración romana siempre y cuando el metal tenga dos o más números de oxidación.

2. Cuando un elemento tiene dos números de oxidación (ej. Plomo), se los nombra así:
- Tradicional: óxido plumboso (cuando el número de oxidación utilizado es el menor), u óxido plúmbico (cuando el número es el mayor).[6]

Ejemplos:
1. óxido cuproso ={\displaystyle {\ce {Cu2 O}}}
2. óxido cúprico = {\displaystyle {\ce {Cu O}}}
3. óxido ferroso = {\displaystyle {\ce {Fe O}}}
4. óxido férrico = {\displaystyle {\ce {Fe2O3}}}

Este tipo de nomenclatura necesita de los siguientes vocablos (que irán antes de los nombres de los elementos de la fórmula)
- mono   (1)     - hexa  (6)
- di    (2)     - hepta (7)
- tri   (3)     - octa  (8)
- tetra (4)     - non   (9)
- penta (5)     - deca  (10)

Cuando se termina con las letras "a" u "o", se elimina antes de la palabra: Ej: mono : Mon-óxido. Quedaría de tal manera: Monóxido. Estaría mal escrito: Monoóxido. Excepto: tetraóxido, pentaóxido, hexaóxido, heptaóxido, octaóxido.
- {\displaystyle {\ce {Ni2O3}}}{\displaystyle \longrightarrow }trióxido de biniquel
- Numeral de Stock: en esta nomenclatura solo se necesita saber el número de valencia del metal, para escribirlo al final de la fórmula en números romanos entre paréntesis.

Ejemplo: {\displaystyle {\ce {Ni2O3}}}{\displaystyle \longrightarrow } óxido de níquel(III)
3. Cuando un elemento tiene más de dos números de oxidación (puede llegar a tener hasta cuatro) se los denomina de la siguiente manera.
- Tradicional:

1. Cuando el elemento tiene una sola valencia se añade la terminación -ico, o simplemente se escribe la palabra óxido seguido de la preposición "de" y enseguida el nombre del elemento.
2. Cuando el elemento tiene dos valencias se añade la terminación -oso a la más pequeña y la terminación -ico a la más grande
3. Cuando el elemento tiene tres valencias se añade a la más pequeña hipo - oso con el elemento entremedias, a la intermedia se le añade la terminación -oso y a la más grande la terminación -ico
4. Cuando el elemento tiene cuatro valencias se añade a la más pequeña hipo - oso , a la siguiente -oso, a la siguiente -ico y por último a la más grande per - ico.

- Atomicidad: es igual que en los casos anteriores. Por ejemplo, si la molécula es de uranio y queda formada como {\displaystyle {\ce {U2O3}}}, su nomenclatura es "Trióxido de diuranio".
- Numeral de Stock: Exactamente igual que en los casos anteriores, se escribe el óxido normalmente y se le agrega el número de oxidación entre paréntesis

Na I2 O II1. La valencia del Na indica el número de átomos de O, y la valencia del O indica el número de átomos del Na.
Fórmula estructural : {\displaystyle {\ce {Na-O-Na}}} Para formar el óxido de sodio se necesitan 2 átomos de sodio por cada átomo de oxígeno.
Si el metal que se combina con el oxígeno es bivalente, se necesita un átomo de oxígeno por cada átomo del elemento metálico.
Mg (Magnesio) = valencia II; O (Oxígeno) = valencia II
Regla práctica para escribir la fórmula molecular
{\displaystyle {\ce {Mg2O2}}} se simplifica ={\displaystyle {\ce {Mg O}}}
Para formar la molécula del óxido de un metal trivalente se necesitan dos átomos del metal por cada tres átomos del oxígeno.
Al (Aluminio) = valencia III; O (Oxígeno) = valencia II
Regla práctica para escribir la fórmula molecular.
Al III2 O II3 = {\displaystyle {\ce {Al2O3}}}

## Ejemplos
| Fórmula                       | Nomenclatura Tradicional | Nomenclatura sistemática/atomicidad | Numerales de stock     |
| {\displaystyle {\ce {Na2O}}}  | óxido de sodio           | Monóxido de disodio                 | óxido de sodio(I)      |
| {\displaystyle {\ce {Ca O}}}  | óxido de calcio          | Monóxido de calcio                  | óxido de calcio(II)    |
| {\displaystyle {\ce {K2O}}}   | óxido de potasio         | Monóxido de dipotasio               | óxido de potasio(I)    |
| {\displaystyle {\ce {Cu2O}}}  | óxido cuproso            | Monóxido de dicobre                 | óxido de cobre(I)      |
| {\displaystyle {\ce {Cu O}}}  | óxido cúprico            | Monóxido de cobre                   | óxido de cobre(II)     |
| {\displaystyle {\ce {Al2O3}}} | óxido de aluminio        | Trióxido de dialuminio              | óxido de aluminio(III) |
| {\displaystyle {\ce {Fe O}}}  | óxido ferroso            | Monóxido de hierro                  | óxido de hierro(II)    |
| {\displaystyle {\ce {Fe2O3}}} | óxido férrico            | Trióxido de dihierro                | óxido de hierro(III)   |

## Ajuste de las ecuaciones que representan la formación de óxidos básicos
1.Óxidos de metales monovalentes: Óxido de sodio (Na2O)
- a) {\displaystyle {\ce {Na + O}}}{\displaystyle \longrightarrow } {\displaystyle {\ce {Na2O}}}
- b) {\displaystyle {\ce {2Na + O}}} {\displaystyle \longrightarrow } {\displaystyle {\ce {Na2O}}}
- c) La molécula de O es biatómica y la de Na es monoatómica. Al colocar ( {\displaystyle {\ce {O2}}}) duplicamos el número de átomos de O; por eso debemos duplicar el número de moléculas del Na.

{\displaystyle {\ce {4Na + O2}}} {\displaystyle \longrightarrow } {\displaystyle {\ce {2Na2O}}}
Lectura correcta: Cuatro moléculas de sodio, al combinarse con una molécula de oxígeno, forman dos moléculas de óxido de sodio.
2.Óxidos de metales bivalentes: óxido de bario ({\displaystyle {\ce {BaO}}})
- a) {\displaystyle {\ce {Ba + O}}}{\displaystyle \longrightarrow } {\displaystyle {\ce {BaO}}}
- b) En este caso los coeficientes están igualados, pues ambos elementos son bivalentes.
- c) Se da notación molecular

{\displaystyle {\ce {2Ba + O2}}}{\displaystyle \longrightarrow }{\displaystyle {\ce {2BaO}}}
3.Óxidos de metales trivalentes: óxido de aluminio (Al2O3)
- a) {\displaystyle {\ce {Al + O}}}{\displaystyle \longrightarrow } {\displaystyle {\ce {Al2O3}}}
- b) Se iguala en ambos miembros la cantidad de átomos:

{\displaystyle {\ce {2Al + 3O}}}{\displaystyle \longrightarrow }{\displaystyle {\ce {Al2O3}}}
- c) Se da notación molecular:

{\displaystyle {\ce {4 Al + 3O2}}}{\displaystyle \longrightarrow }{\displaystyle {\ce {2 Al2O3}}}